# Braya rosea
Braya rosea là một loài thực vật có hoa trong họ Cải. Loài này được (Turcz.) Bunge mô tả khoa học đầu tiên năm 1841.